# Giovanni II di Chambes
Signore Giovanni di Chambes (in francese Jean II de Chambes) (tra il 1400 e il 1410 circa – Montsoreau, 1474 circa) fu signore di Montsoreau e di Argenton, ambasciatore, consigliere e ciambellano dei re di Francia Carlo VII e Luigi XI.

## Biografia

### Nascita
Secondo la Nuova biografia generale, Giovanni II di Chambes nacque tra il 1400 e il 1410 circa.

### Ascesa sociale
Proveniente da una ricca famiglia nobile dell'Angoumois, Giovanni II di Chambes conobbe un'ascesa sociale fulminea.
Secondo lettere del re datate l'11 marzo 1426, provenienti da Bourg-de-Déols, concedendogli 200 sterline in dono, Giovanni II di Chambes divenne "scudiero" del re Carlo VII. Poi, secondo un'ordinanza datata del 14 febbraio 1438, divenne "panettiere del re". Fu poi nominato consigliere e ciambellano l'8 gennaio 1442. Fu poi nomminato "primo maestro d'ostello del re" con lettere del 12 gennaio 1444, del 4 agosto 1447 e del 4 maggio 1449.

### Morte
Muore nel suo castello di Montsoreau nel 1474 circa. 

## Al servizio dei re di Francia

### Carlo VII

#### Missioni
Giovanni II di Chambes accompagna il re in quanto commissario reale negli Stati generali tenutosi a Montferrant nel novembre 1441. 
Insieme a Jean d'Estampes, Jacques Cœur, Tanguy IV du Chastel e Etienne de Cambray, è stato a capo degli Stati generali della provincia di Linguadoca, riuniti a Montpellier nel 1444.
Nel 1457 era con Tanguy du Chastel, incaricato di tenere gli Stati generali di Linguadoca riuniti a Carcassonne.

#### Carriera militare
Giovanni II di Chambes ha avuto un'importante carriera militare. Carlo VII lo nominò capitano di Aigues-Mortes, secondo le lettere della donazione, 300 lire tornesi, datate a Blois il 26 febbraio 1428. Poi gli furono concesse quelle di Talmont-sur-Gironde (11 settembre 1451) e Niort (15 luglio 1456). Sempre nel 1466 era "capitano della torre di Charbonniere, vicino al detto Aigues Mortes", specificato da un documento del 25 luglio 1466.
Poi divenne governatore di La Rochelle il 20 gennaio 1455, secondo le lettere di Mehun-sur-Yèvre.

### Luigi XI
Giovanni II di Chambes è consigliere di Luigi XI dal 1461 al 1465. 
Di età avanzata quando salì al trono Luigi XI, Giovanni II di Chambes ottenne le signorie di Saintes, Périgord, Angoulême e Alto Limosino come testimoniano le lettere dategli ad Amboise il 24 aprile 1469.
Il 28 luglio 1471 Giovanni II di Chambes riceve il re Luigi XI nel suo castello di Montsoreau.

## Politica straniera

### Ambasciatore in Italia: Roma, Genova, Venezia, Mantova
Su ordine di Carlo VII, nel 1446, Giovanni II di Chambes si reca nella Repubblica di Genova in compagnia dell'arcivescovo di Reims, Saint Vallier, Tanneguy Duchâtel e Giacomo Coeur.
Jean II de Chambes è mandato l'8 giugno 1454 in diverse ambasciate a Roma.
Nel 1459 si reca nella Repubblica di Venezia durante il congresso convocato a Mantova dal papa Pio II allo scopo di preparare una crociata. 
Il 14 novembre 1459 Giovanni II di Chambes si reca a Mantova e incontra l'ambasciata mandata da Carlo VII, composta dall'arcivescovo di Tours, dal vescovo di Parigi e da Tommaso di Courcelles. Giovanni di Chambes racconta che visitarono papa Pio II.

### Ambasciatore nell'Impero Ottomano
Giovanni II di Chambes si reca nell'Impero Ottomano per un'ambasciata nel 1454. 

## Politica interna

### Istituzione del Parlamento di Tolosa
Nel 1443 Giovanni II di Chambes si reca a Tolosa per istituire il Parlamento di Tolosa.

### Missioni diplomatiche
Giovanni II di Chambes si distinse per il suo talento di diplomatico.
Fece parte dell'ambasciata mandata da Carlo VII con Jacques Cœur, Carlo di Poitiers, l'arcivescovo di Reims, Saint-Vallier e Tanguy IV del Chastel per compiere l'annessione della città al Regno di Francia.
Carlo VII lo mandò nel 1452 presso il delfino Luigi, futuro Luigi XI, in modo da risolvere il conflitto nato dal fatto che si sposò senza il benestare del re. 
"Luigi XI insinua… che se fosse ridotto alla disperazione sceglierebbe di fuggire dal reame. Carlo, che temeva che suo figlio sarebbe arrivato a questo punto..., mandò Giovanni II di Chambes… " - Duclos.
Nel 1453 fu incaricato di negoziare la capitolazione di Bordeaux durante la campagna in Guyenne. Con Thibaud de Lucé, vescovo di Maillezais, con lettere dell'11 aprile 1453 di Montilz-lez-Tours, negoziò un trattato di alleanza con gli inviati di Federico II di Sassonia, conte Palatino del Reno e duca di Baviera. Il trattato fu concluso a Tours il 13 aprile 1453.
Ambasciatore plénipotentiaire per il re durante la Lega del Bene pubblico (1465)
Nel 1466 Giovanni II di Chambes fait aveu al Re René.

## Costruttore visionario
Nel 1450, Giovanni II di Chambes acquistò le proprietà di Montsoreau e della Coutancière dal cognato Luigi II Chabot, allora indebitato. Intraprende allora la costruzione della parte principale dell'attuale Castello di Montsoreau. La costruzione del castello si conclude diece anni più tardi, nel 1453. Facendo costruire il primo castello della Loira di stile Rinascimentale in Francia, Giovanni II di Chambes introduce l'architettura del Rinascimento nella Valle della Loira. 

## L'uomo

### Motto
Il motto di Giovanni II di Chambes è: "Lo farò". È inciso sulla decorazione esterna della torre scalinata del castello di Montsoreau. 

## Famiglia

### Ascendenza
Bernardo di Chambes è il padre di Giovanni II di Chambes. E cavaliere e signore di Vilhonneur. 
La madre di Giovanni II di Chambes è Sybille di Montenay, dama di Fauguernon, figlia di Giovanni/Guillaume II e di Giovanna di Garencières. 

### Matrimonio
Nel 17 marzo 1445, Giovanni II di Chambes si sposa Giovanna Chabot a Saumur. Giovanna Chabot è prima dama d'onore della Regina Carlotta di Savoia, figlia di Thibault Chabot, cavaliere, signore della Grève e Montsoreau e di Brunissande d'Argenton.

### Discendenza
Giovanna Chabot dà nascità a due figlie e un figlio:
- Giovanni III di Chambes
- Colette di Chambes (tra 1445 e 1450 - †14 dicembre 1471).

Sposò Luigi d'Amboise, visconte di Thouars, con contratto del 5 maggio 1465. Il matrimonio era stato organizzato da Giovanna Chabot e autorizzato il 12 aprile 1465 dal marito. Vedova il 28 febbraio 1470 senza un erede maschio diretto, Colette si trovò in conflitto con Luigi XI, che si era impadronito del patrimonio di Luigi d'Amboise in virtù della donazione strappata a quest'ultimo il 25 gennaio 1462, donazione mascherata sotto l'apparenza di una vendita. Infine, cercò il sostegno del duca di Guyenne, fratello del re, ma divenne la sua amante dandogli due figlie illegittime. Luigi XI le promesse di indagare su questi fatti ma morì poco dopo.
« [...] Mando Guillaume Compaing e Jehan Peslieu, i nostri consulenti, ai quali ho incaricato di occuparsi dei diritti di entrambe le parti e di effettuare un pagamento ragionevole [1471].
LOYS.
RAGUIER.
Al nostro fedele consigliere, ciambellano, il signore di Montsoreau. »
- Hélène di Chambes

Con contratto del 27 gennaio 1473, Luigi XI la sposò con Filippo di Commynes, un giovane nobile fiammingo che era fuggito dal duca Carlo il Temerario, a causa dell'età della casa di Chambes, una delle più antiche famiglie di Angoumois. Giovanni II di Chambes ricevette dal re 3.000 ecu d'oro e diede al genero la signoria di Argenton.
Jeanne Chabot è rimasta vedova il 1º marzo 1492, secondo un estratto dei registri del Parlamento di quel giorno.
«Signora, mando il mio scudiero, Jean de Chasteaudreux, a portarmi tutti i cani che avete ricevuto dalla defunta Regina d'Inghilterra. Sapete che mi ha fatto suo erede, e questi sono tutti i mobili che avrò, quindi è quello che mi piace di più. Ti prego, non tenerlo, perché mi faresti molto dispiacere. [1482].
LOYS.
BERBISEY.
A Madama di Monsoreau. »

## Articoli connessi
- Jacques Coeur
- Castello di Montsoreau